# Пушма (селище)
Пушма́ (рос. Пушма) — селище у складі Підосиновського району Кіровської області, Росія. Адміністративний центр Пушемського сільського поселення.
Населення становить 335 осіб (2010, 619 у 2002).
Національний склад станом на 2002 рік — росіяни 95 %.